# Робіна Наббанджа
Робіна Наббанджа (17 грудня 1969 , Kakumiro Districtd, Західна область ) — угандійський державний і політичний діяч, педагог. 
Прем'єр-міністр Уганди від 21 червня 2021 року. 
Є першою жінкою — прем'єр-міністром Уганди
.

## Біографія
Робіна Наббанджа народилася біля сучасного району Какуміро 17 грудня 1969 року.

### Освіта
Навчалася у початковій школі Нкуко, потім у середній школі Св. Едуарда в Букуумі, склавши іспити з O-Level та A-Level, здобула сертифікати про освіту.
.
У 1990—2000 роках здобула сертифікати й дипломи з лідерства, управління та розвитку в Університеті мучеників Уганди, Інституті управління Уганди, Ісламському університеті в Уганді та Національному інституті лідерства Кьянкванзі. 
Університетом мучеників Уганди їй присуджено ступінь бакалавра з демократії та досліджень розвитку та ступінь магістра гуманітарних наук з досліджень розвитку
. 

## Кар'єра
У 1993—1996 роках Робіна Наббанджа працювала шкільним учителем у середній школі мучеників Уганди Какуміро. 
У 1998—2001 роках обіймала посаду окружного радника, представляючи округ Нкуко, який на той час називався Кібаале. 
У цей період вона одночасно працювала секретарем округу з охорони здоров'я, ґендерних питань та громадських служб
.
У 2001—2010 роках працювала постійним окружним комісаром в округах Палліса, Бусіа та Будака. 
У 2011 році вона приєдналася до виборчої політики Уганди, успішно беручи участь у виборах жінок-представників округу Кібаалі 9-го скликання (2011—2016 рр.). 
Коли у 2016 році створили район Какуміро, вона балотувалася на жіночий виборчий округ у новому районі та знову здобула перемогу
.
Внаслідок перестановок у кабінеті міністрів 14 грудня 2019 року Робіна Наббанджа була призначена державним міністром охорони здоров'я із загальних питань 
. 
Після затвердження парламентом 13 січня 2020 була приведена до присяги 
. 
Працювала на цій посаді до 3 травня 2021 
..
В уряді, створеному 8 червня 2021 року, Робіна Наббанджа була призначена прем'єр-міністром кабінету, що складається з 82 членів 
.